# Liverpool Football Club 1963-1964
Questa voce raccoglie le informazioni riguardanti il Liverpool Football Club nelle competizioni ufficiali della stagione 1963-1964.

## Rosa
Fonte:
| N. |                        | Ruolo | Calciatore     |
| -- | ---------------------- | ----- | -------------- |
|    | Inghilterra (bandiera) | P     | Jim Furnell    |
|    | Scozia (bandiera)      | P     | Tommy Lawrence |
|    | Inghilterra (bandiera) | D     | Gerry Byrne    |
|    | Inghilterra (bandiera) | D     | Phil Ferns     |
|    | Inghilterra (bandiera) | D     | Chris Lawler   |
|    | Inghilterra (bandiera) | D     | Ronnie Moran   |
|    | Inghilterra (bandiera) | D     | Tommy Smith    |
|    | Scozia (bandiera)      | D     | Bobby Thomson  |
|    | Scozia (bandiera)      | D     | Ron Yeats      |
|    | Inghilterra (bandiera) | C     | Alan A'Court   |

| N. |                        | Ruolo | Calciatore       |
| -- | ---------------------- | ----- | ---------------- |
|    | Inghilterra (bandiera) | C     | Ian Callaghan    |
|    | Inghilterra (bandiera) | C     | Jimmy Melia      |
|    | Inghilterra (bandiera) | C     | Gordon Milne     |
|    | Scozia (bandiera)      | C     | Willie Stevenson |
|    | Inghilterra (bandiera) | C     | Peter Thompson   |
|    | Scozia (bandiera)      | C     | Gordon Wallace   |
|    | Inghilterra (bandiera) | A     | Alf Arrowsmith   |
|    | Inghilterra (bandiera) | A     | Roger Hunt       |
|    | Scozia (bandiera)      | A     | Ian St. John     |